# Phillipsburg (Missouri)
Phillipsburg – wieś w Stanach Zjednoczonych, w stanie Missouri, w hrabstwie Laclede.